# Alessandro Romani (pittore)

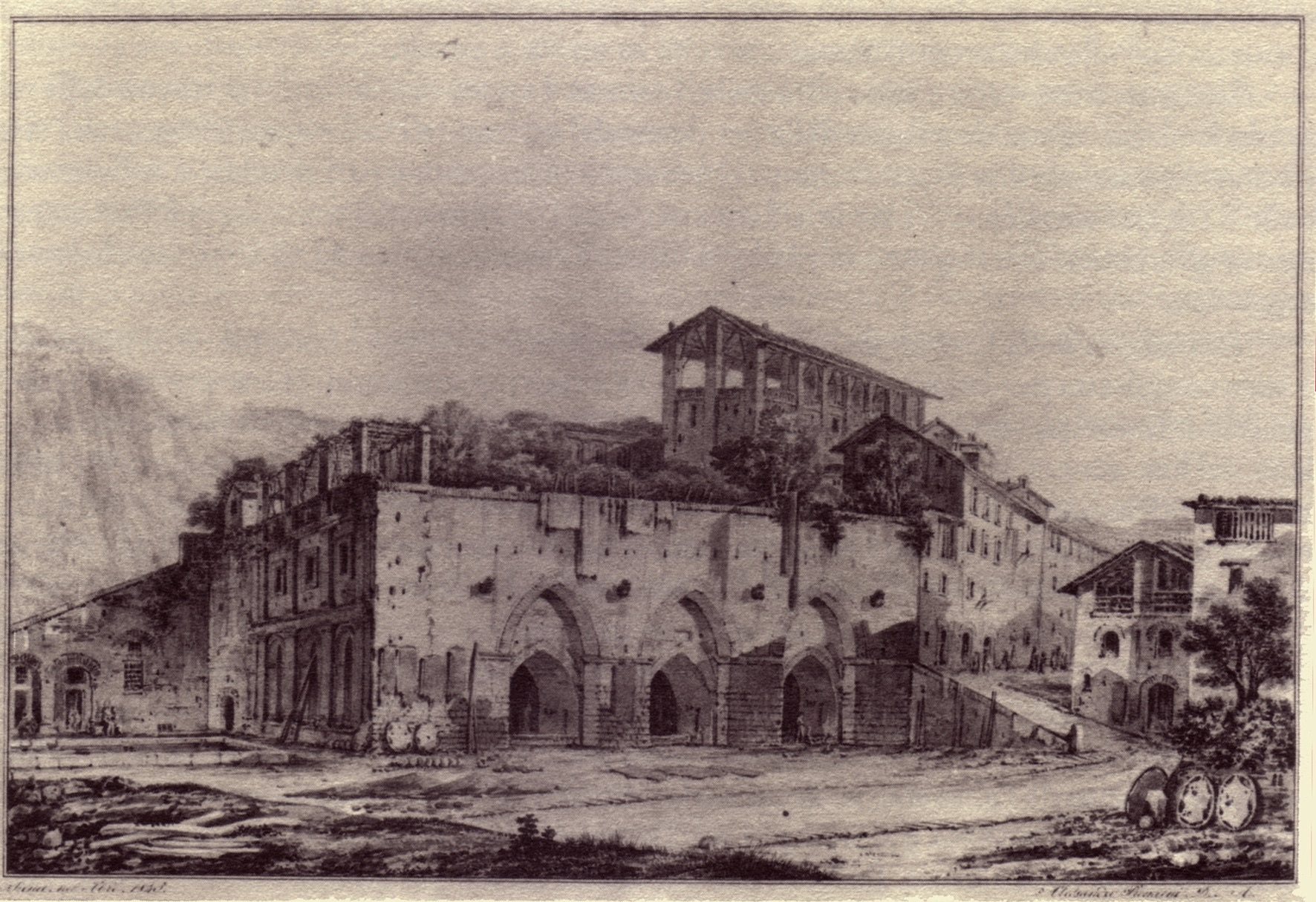
Fontebranda, 1845, disegno di Romani.

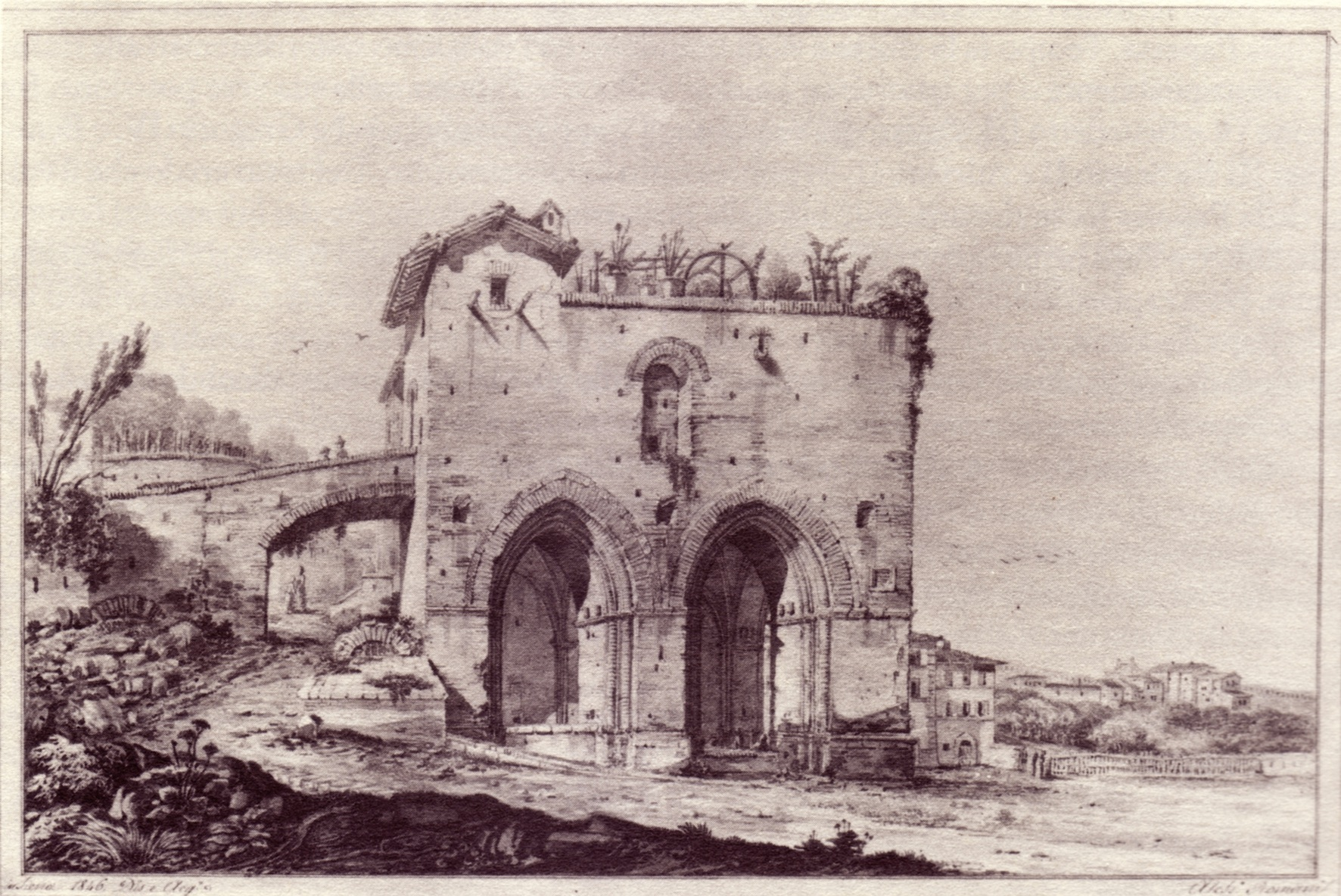
Fonte Nuova, 1846, disegno di Romani.

Alessandro Romani (Scansano, 28 aprile 1800 – Siena, 3 settembre 1854) è stato un pittore italiano.

## Biografia
Alessandro Romani nacque a Scansano, in provincia di Grosseto, nell'anno 1800 da una famiglia di origine campana. Il nonno, commerciante, si era trasferito in Toscana da Sorrento; il padre fu funzionario della Camera di soprintendenza comunitativa di Grosseto. La condizione benestante della famiglia rese possibile al giovane Alessandro di compiere gli studi presso l'Istituto di belle arti di Siena e l'Università di Firenze, dove nel 1823 conseguì la laurea in Architettura. 
Già nel 1819 si era distinto, a Siena, in un concorso di disegni architettonici e nel 1824 vinse, durante un soggiorno a Roma, la medaglia d'oro per il disegno della facciata dell'Ara Coeli. Dato questo promettente inizio di carriera, nel 1828 Alessandro Romani decise di stabilirsi a Firenze insieme alla moglie Vittoria Malaguida, di Pienza, ma solo pochi anni più tardi, nel 1834, tornò a vivere a Scansano, dove rimase per dieci anni. 
Nel 1844, a seguito della morte del padre e al sopraggiungere di notevoli difficoltà economiche dovute al mantenimento di una famiglia numerosa – nove figli, la moglie e la madre vedova –, si trasferì di nuovo a Siena, dove partecipò alla vita cittadina entrando a far parte della Guardia civica (1847), del Circolo democratico di Fontebranda e del Circolo popolare senese, istituzioni che si proponevano di diffondere l'istruzione nella popolazione dei più bassi strati sociali. Nel 1848 fu ammesso come socio all'Accademia dei Tegei, presso cui divenne professore di geometria descrittiva applicata alle arti. Nello stesso anno gli si presentò l'occasione di realizzare vedute pittoriche per una guida di Siena illustrata progettata in vista del X Congresso degli scienziati italiani. In seguito agli avvenimenti politici di quell'anno, però, il Congresso fu annullato e la guida pubblicata solo nel 1862. Nel frattempo Alessandro Romani venne incaricato, nel 1850, di compiere ricerche storiche, corredate di disegni, su alcuni luoghi e personaggi citati nella Divina Commedia, per conto del celebre dantista George John Warren Lord Vernon. A causa di alcuni dissapori sorti con il committente, l'incarico non gli fu rinnovato ed il libro, che avrebbe contenuto solo alcuni dei disegni realizzati dal Romani, fu edito diversi anni più tardi. 
Ancora angosciato da problemi economici derivati dalla situazione lavorativa instabile: riusciva a dare solo occasionalmente lezioni di disegno di paesaggio a convittori del Convitto Tolomei di Siena, Alessandro Romani si ammalò nel dicembre 1853 e morì verosimilmente tra la fine del 1854 e l'inizio del 1855.

## Opere
- Siena e il suo territorio, Siena, Lazzeri, 1862
- Inferno di Dante Alighieri disposto in ordine grammaticale e corredato di brevi dichiarazioni da G. G. Warren Lord Vernon, Accademico corrispondente della Crusca, Londra, T. e G. Boone, 1865, tavv. XII, XXXIX, LXXVIII, LXXIX, XCV-XCVI, CI, CIX.
- Saggio di osservazioni sulle abitazioni dei primitivi etruschi, di Alessandro Romani architetto, Firenze, Magheri, 1829 (Misc. Romani, T.6 n. 12)
- Saggio di osservazioni sulla difficoltà di ottenere in Toscana fonti d'acqua zampillante coi fori artesiani, in specie quando sono dovunque praticati, astrattamente alla posizione del luogo, di Alessandro Romani, desunte dalle ispezioni da lui fatte sui pozzi artesiani in questa Provincia, Firenze, Magheri, 1835 (Misc. Romani, T. 49 n. 12).

## Archivio
Il Fondo Alessandro Romani è conservato presso la Biblioteca comunale di Siena degli Intronati. È costituito perlopiù da diari, agende e taccuini.